# 国際商取引における外国公務員に対する贈賄の防止に関する条約
国際商取引における外国公務員に対する贈賄の防止に関する条約（略称はOECD外国公務員贈賄防止条約、英語: The OECD Anti-Bribery Convention）とは、経済協力開発機構（OECD）の条約。
各参加国の民間企業が、国際商取引上でする賄賂への制裁を促進し、汚職（腐敗）を減じることが目的である。現代における国際商環境に、真の競争の創造することを目標としている。この条約は、賄賂の要求や収賄の犯罪化を求めてはおらず、贈賄や贈賄の申し出の犯罪化を要請するものである。
2017年の研究結果では、同条約参加国の多国籍企業は、未参加国の企業よりも贈収賄に関与が少ないらしいことが分かった。

## 沿革
1977年、ロッキード事件を契機に、アメリカ合衆国連邦政府は外国公務員に対する商業目的での贈賄行為を違法とする「連邦海外腐敗行為防止法」を制定したうえ、国際連合やOECDの参加国にも取組を要請し、経済界・議会の意向で各国への働きかけも強化した。公正競争はグローバリゼーションが進む世界市場に必要なものであり、贈賄や不正な利益供与など、腐敗行為は防止されるべきだという論が、それから国際的に高まった。
OECDは1989年に特別作業部会を設置し、外国公務員贈収賄に関する各国法制の相対比較を行った。
1994年にはOECD加盟国の閣僚級会合により、「国際商取引上の賄賂に関する委員会」の決議が採択された。
本条約は1997年12月17日に署名が解放され、1999年2月15日に発効した。2009年には改正勧告が採択された。

## 原則
署名国は法制を構築し、外国公務員への贈賄行為を犯罪化しなければならない。OECDは条約の求める内容を導入させる権限は持たないが、各国の法制設置状況を贈賄作業部会の監視のもとに置いている。参加国には本条約に従って法規制を導入・施行する責任がある。
OECDは4段階の監視作業を実施しており、参加国の状況に応じて勧告を行う。第4段階は2016年3月16日に始まっている。
- 第1段階は、参加国における条約に基づく法制の設置状況評価であり、関連法規の適切性が査定される。
- 第2段階では、実務におけるその法制の適用状況の査定になる。
- 第3段階は、2009年の改正条約や第2段階以降の勧告との適合性の程度が査定される。
- 第4段階では、それぞれの国の状況が特に要する事項についての審査が行われる[3]。

贈賄作業部会は各段階が終了するごとに報告書を公表する。この報告書は「審査を受ける国がこの報告書の公開を阻むことは不可能である」という「コンセンサス・マイナス・ワン」原則に基づいて採択されている。

## 参加国
全てのOECD加盟国はこの条約に参加することができ、国際商取引におけるOECD贈賄作業部会の会合全てに参加することができる。2017年現在、43ヵ国が本条約を批准または実施している。
| - アルゼンチン - オーストラリア - オーストリア - ベルギー - ブラジル - ブルガリア - カナダ - チリ - コロンビア - コスタリカ - チェコ - デンマーク | - エストニア - フィンランド - フランス - ドイツ - ギリシャ - ハンガリー - アイスランド - アイルランド - イスラエル - イタリア | - 日本 - ラトビア - ルクセンブルク - メキシコ - オランダ - ニュージーランド - ノルウェー - オマーン - ポーランド - ポルトガル - ロシア | - スロバキア - スロベニア - 南アフリカ - 韓国 - スペイン - スウェーデン - スイス - トルコ - イギリス - アメリカ |

もっとも最近の批准国であるコスタリカ・コロンビア・ ラトビアは、それぞれ2017年7月23日、2013年1月19日
2014年5月30日に批准した。
この他、中華人民共和国・ペルー・インドネシア・マレーシアなどが、オブザーバー国家として参加。

## 日本の対応
- 1998年に不正競争防止法を改正。外国公務員等に対する不正の利益の供与等の禁止の条が設けられた。国際商取引において自分らの利益を得たり維持するために、外国公務員に対して直接または第三者を通して、金銭等を渡したり申し出たりすると5年以下の懲役または500万円以下の罰金。さらに会社が違反行為防止のため必要な注意を怠った場合、3億円以下の罰金が科せられる[9]。